# Comarche dell'Aragona

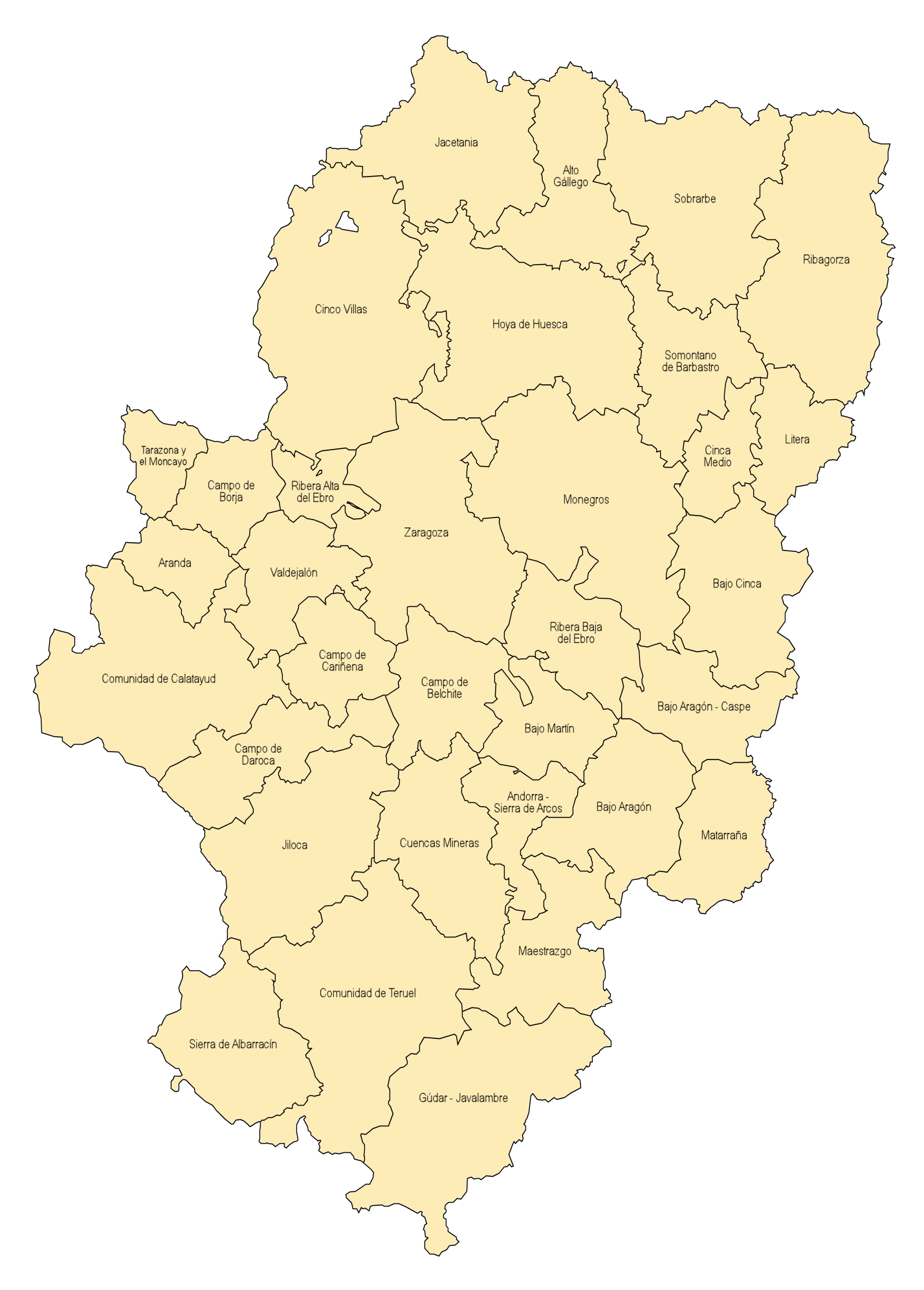
Comarche dell'Aragona.

L'Aragona, come tutte le comunità autonome della Spagna, è suddivisa in comarche.
Nell'elenco che segue sono elencate da nord-ovest a sud-est.
| Nº             | Comarca                             | Estensione (km²) | Abitanti (2006) | Densità (ab./km²) | Capoluogo/i                   | Provincia/e                 |
| -------------- | ----------------------------------- | ---------------- | --------------- | ----------------- | ----------------------------- | --------------------------- |
| 01             | Jacetania                           | 1.857,9          | 18.166          | 9,8               | Jaca                          | Huesca / Saragozza          |
| 02             | Alto Gállego                        | 1.359,8          | 13.457          | 9,9               | Sabiñánigo                    | Huesca                      |
| 03             | Sobrarbe                            | 2.202,7          | 7.293           | 3,3               | Aínsa-Sobrarbe e Boltaña      | Huesca                      |
| 04             | Ribagorza                           | 2.459,8          | 12.811          | 5,2               | Graus e Benabarre             | Huesca                      |
| 05             | Cinco Villas                        | 3.062,5          | 33.154          | 10,8              | Ejea de los Caballeros        | Saragozza                   |
| 06             | Hoya de Huesca / Plana de Uesca     | 2.525,6          | 64.531          | 25,6              | Huesca                        | Huesca / Saragozza          |
| 07             | Somontano de Barbastro              | 1.166,6          | 23.464          | 20,1              | Barbastro                     | Huesca                      |
| 08             | Cinca Medio                         | 576,7            | 23.072          | 40,0              | Monzón                        | Huesca                      |
| 09             | La Litera / La Llitera              | 733,9            | 18.847          | 25,7              | Binéfar e Tamarite de Litera  | Huesca                      |
| 10             | Los Monegros                        | 2764,4           | 20.896          | 7,6               | Sariñena                      | Huesca / Saragozza          |
| 11             | Bajo Cinca / Baix Cinca             | 1.419,6          | 23.366          | 16,5              | Fraga                         | Huesca / Saragozza          |
| 12             | Tarazona y el Moncayo               | 452,4            | 14.575          | 32,2              | Tarazona                      | Saragozza                   |
| 13             | Campo de Borja                      | 690,5            | 14.524          | 21,0              | Borja                         | Saragozza                   |
| 14             | Aranda                              | 561,0            | 7.681           | 13,7              | Illueca                       | Saragozza                   |
| 15             | Ribera Alta del Ebro                | 416,0            | 24.875          | 59,8              | Alagón                        | Saragozza                   |
| 16             | Valdejalón                          | 933,3            | 26.437          | 28,3              | La Almunia de Doña Godina     | Saragozza                   |
| 17             | Saragozza                           | 2.288,8          | 702.662         | 307,0             | Saragozza                     | Saragozza                   |
| 18             | Ribera Baja del Ebro                | 989,9            | 9.197           | 9,3               | Quinto                        | Saragozza                   |
| 19             | Bajo Aragón-Caspe / Baix Aragó-Casp | 997,3            | 13.606          | 13,6              | Caspe                         | Saragozza                   |
| 20             | Comunidad de Calatayud              | 2.518,1          | 40.327          | 16,0              | Calatayud                     | Saragozza                   |
| 21             | Campo de Cariñena                   | 772,0            | 10.580          | 13,7              | Cariñena                      | Saragozza                   |
| 22             | Campo de Belchite                   | 1.043,8          | 5.196           | 5,0               | Belchite                      | Saragozza                   |
| 23             | Bajo Martín                         | 795,2            | 7.252           | 9,1               | Híjar                         | Teruel                      |
| 24             | Campo de Daroca                     | 1.117,9          | 6.594           | 5,9               | Daroca                        | Saragozza                   |
| 25             | Jiloca                              | 1.932,1          | 13.972          | 7,2               | Calamocha e Monreal del Campo | Teruel                      |
| 26             | Cuencas Mineras                     | 1.407,6          | 9.476           | 6,7               | Montalbán e Utrillas          | Teruel                      |
| 27             | Andorra-Sierra de Arcos             | 675,1            | 11.123          | 16,5              | Andorra                       | Teruel                      |
| 28             | Bajo Aragón                         | 1.304,2          | 29.128          | 22,3              | Alcañiz                       | Teruel                      |
| 29             | Comunidad de Teruel                 | 2.791,6          | 45.313          | 16,2              | Teruel                        | Teruel                      |
| 30             | Maestrazgo                          | 1.204,3          | 3.737           | 3,1               | Cantavieja                    | Teruel                      |
| 31             | Sierra de Albarracín                | 1.414,0          | 4.912           | 3,5               | Albarracín                    | Teruel                      |
| 32             | Gúdar-Javalambre                    | 2.351,6          | 8.574           | 3,6               | Mora de Rubielos              | Teruel                      |
| 33             | Matarraña / Matarranya              | 933,0            | 8.673           | 9,3               | Valderrobres e Calaceite      | Teruel                      |
| Totale Aragona | Totale Aragona                      | 47.719,2         | 1.277.471       | 26,8              | Saragozza                     | Huesca / Saragozza / Teruel |